# Eophyllium
Eophyllium es un género monotípico extinguido de la Phasmatodea, un tipo de insecto ancestral de la moderna Phylliidae. Estos insectos imitan la forma de las hojas para el camuflaje, con una sola especie, Eophyllium messelensis.